# Wild Honey Pie
Wild Honey Pie is een lied van The Beatles, van het album The Beatles. Het is geschreven door Paul McCartney, maar staat zoals gebruikelijk bij de groep op naam van het schrijversduo Lennon-McCartney.

## Achtergrond
McCartney heeft dit liedje zelf in elkaar gezet. Terwijl de andere drie Beatles intussen met andere zaken bezig waren (John Lennon en Ringo Starr elders in de studio, George Harrison op vakantie in Griekenland), experimenteerde McCartney in de controlekamer met een viersporenrecorder en een gitaar. De titel refereert aan een ander Beatlesliedje van zijn hand op hetzelfde album: Honey Pie.
Volgens McCartney was het niet de bedoeling het resultaat op te nemen in het album, maar vond Pattie Boyd het zo leuk, dat het alsnog werd toegevoegd.

## Credits
- Paul McCartney – zang, gitaar, percussie